# Discographie de The Offspring
Cette liste recense la discographie de The Offspring, groupe de punk rock américain. En discographie, le groupe a réalisé dix albums, trois compilations, quatre extended play, trois DVD, 34 singles et 27 clips.

## Albums
| 1989           | The Offspring - Date : 15 juin 1989 - Label : Nemesis Records                          | —  | 84 | —  | —  | —  | 85 | —  | —  | —  | —  | —   |                                                                           |
| 1992           | Ignition - Date : 16 octobre 1992 - Label : Epitaph Records                            | —  | —  | —  | —  | —  | —  | —  | —  | —  | —  | —   | - US : Or - AUS : Or - CAN : Or                                           |
| 1994           | Smash - Date : 8 avril 1994 - Label : Epitaph Records                                  | 4  | 1  | 2  | 3  | 2  | 5  | 6  | 3  | 3  | 21 | 108 | - US : 6 × Platine - AUS : 4 × Platine - CAN : 6 × Platine                |
| 1997           | Ixnay on the Hombre - Date : 4 février 1997 - Label : Columbia Records/Epitaph Records | 9  | 2  | 3  | 3  | 2  | 8  | 2  | 4  | 10 | 17 | 3   | - US : Platine - AUS : 2 × Platine - CAN : 2 × Platine                    |
| 1998           | Americana - Date : 17 novembre 1998 - Label : Columbia Records                         | 2  | 1  | 1  | 3  | 2  | 6  | 1  | 1  | 5  | 10 | 2   | - US : 5 × Platine - AUS : 5 × Platine - CAN : 8 × Platine - UK : Platine |
| 2000           | Conspiracy of One - Date : 14 novembre 2000 - Label : Columbia Records                 | 9  | 4  | 5  | 4  | 4  | 32 | 11 | 8  | 4  | 12 | 3   | - US : Platine - AUS : 2 × Platine - CAN : 2 × Platine - UK : Or          |
| 2003           | Splinter - Date : 9 décembre 2003 - Label : Columbia Records                           | 30 | 12 | 10 | 16 | 33 | 98 | 27 | 56 | 13 | 27 | 19  | - US : Or                                                                 |
| 2008           | Rise and Fall, Rage and Grace - Date : 17 juin 2008 - Label : Columbia Records         | 10 | 3  | 7  | 4  | 12 | 73 | 9  | 52 | 5  | 39 | 6   | - AUS : Or - CAN : Platine                                                |
| 2012           | Days Go By - Date : 25 juin 2012 - Label : Columbia Records                            | 12 | 7  | 6  | 4  | 34 | 56 | 17 | 57 | 8  | 43 | 18  |                                                                           |
| "—" non classé |                                                                                        |    |    |    |    |    |    |    |    |    |    |     |                                                                           |
| 2021           | Let the Bad Times Roll - Date : 16 avril 2021 - Label : Concord                        |    |    |    |    |    |    |    |    |    |    |     |                                                                           |
| "—" non classé |                                                                                        |    |    |    |    |    |    |    |    |    |    |     |                                                                           |

## EP

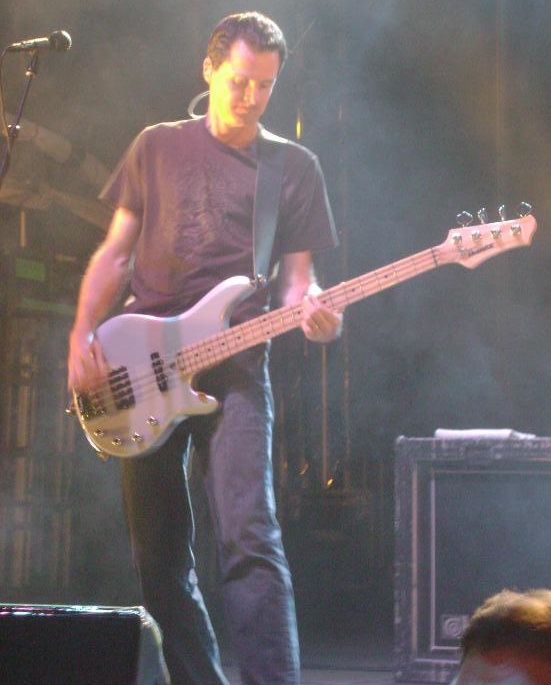
Greg K en concert.

| Année | EP                     | Label            |
| ----- | ---------------------- | ---------------- |
| 1991  | Baghdad                | Nemesis Records, |
| 1991  | They Were Born to Kill | Nemesis Records  |
| 1996  | Club Me                | Epitaph Records  |
| 1998  | A Piece of Americana   | Columbia Records |
| 2014  | Summer Nationals       | Time Bomb        |

## Compilations
| Année | Compilation              | Label            |
| ----- | ------------------------ | ---------------- |
| 1999  | The Offspring Collection | Epitaph Records  |
| 2005  | Greatest Hits            | Columbia Records |
| 2010  | Happy Hour!              | Sony             |

## Singles

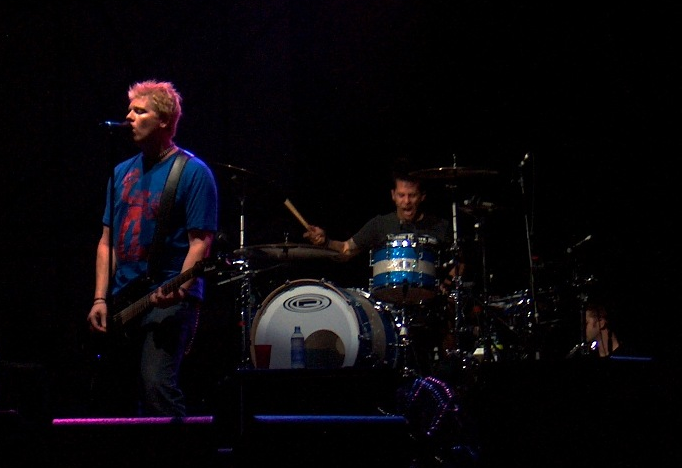
Dexter Holland et Atom Willard en 2005.

| Année | Single musical                            | Label                |
| ----- | ----------------------------------------- | -------------------- |
| 1986  | I'll Be Waiting/Blackball                 | Black Label Records, |
| 1994  | Come Out and Play                         | Epitaph Records      |
| 1994  | Self Esteem                               | Epitaph Records      |
| 1995  | Gotta Get Away                            | Epitaph Records      |
| 1995  | Smash It Up                               | Epitaph Records      |
| 1995  | Kick Him When He's Down                   | Epitaph Records      |
| 1996  | All I Want                                | Columbia Records     |
| 1997  | Gone Away                                 | Columbia Records     |
| 1997  | Cool to Hate                              | Columbia Records     |
| 1997  | The Meaning of Life                       | Columbia Records     |
| 1997  | I Choose                                  | Columbia Records     |
| 1998  | Pretty Fly (for a White Guy)              | Columbia Records     |
| 1999  | Why Don't You Get a Job?                  | Columbia Records     |
| 1999  | The Kids Aren't Alright                   | Columbia Records     |
| 1999  | She's Got Issues                          | Columbia Records     |
| 2000  | Original Prankster                        | Columbia Records     |
| 2001  | Want You Bad                              | Columbia Records     |
| 2001  | Million Miles Away                        | Columbia Records     |
| 2001  | Defy You                                  | Columbia Records     |
| 2003  | Hit That                                  | Columbia Records     |
| 2004  | (Can't Get My) Head Around You            | Columbia Records     |
| 2004  | Spare Me the Details                      | Columbia Records     |
| 2005  | Can't Repeat                              | Columbia Records     |
| 2008  | Hammerhead                                | Columbia Records     |
| 2008  | You're Gonna Go Far Kid                   | Columbia Records     |
| 2008  | Kristy, Are You Doing Okay?               | Columbia Records     |
| 2009  | Half-Truism                               | Columbia Records     |
| 2012  | Days Go By''                              | Columbia Records     |
| 2012  | Cruising California (Bumpin' in My Trunk) | Columbia Records     |
| 2012  | Turning Into You                          | Columbia Records     |
| 2015  | Coming for You                            | Time Bomb            |

## Reprises et chansons rares
| Titre                       | Paru dans                                                                                  | Artiste d'origine             |
| --------------------------- | ------------------------------------------------------------------------------------------ | ----------------------------- |
| 52 Girls                    | - Contains No Caffeine                                                                     | The B-52's                    |
| 80 Times                    | - Want You Bad                                                                             | TSOL                          |
| Autonomy                    | - Want You Bad                                                                             | Buzzcocks                     |
| The Ballroom Blitz          | Joué uniquement en live                                                                    | The Sweet                     |
| Basket Case                 | Joué uniquement en live                                                                    | Green Day                     |
| Blitzkrieg Bop              | Joué uniquement en live                                                                    | Ramones                       |
| Bloodstains                 | - Ready to Rumble                                                                          | Agent Orange                  |
| Faith                       | Joué uniquement en live                                                                    | George Michael                |
| Feelings                    | - Americana                                                                                | Morris Albert et Loulou Gasté |
| Hey Joe                     | - Baghdad - Go Ahead Punk... Make My Day - Gone Away                                       | Jimi Hendrix                  |
| I Got a Right               | - Club Me EP - The Meaning of Life                                                         | Iggy Pop                      |
| I Wanna Be Sedated          | - Why Don't You Get a Job? - We're a Happy Family - A Tribute To Ramones - La Main qui tue | Ramones                       |
| Killboy Powerhead           | - Smash                                                                                    | The Didjits                   |
| Next to You                 | - Greatest Hits                                                                            | The Police                    |
| O.C. Life                   | - Rise and Fall, Rage and Grace                                                            | Rikk Agnew / D.I.             |
| One Hundred Punks           | - Defy You                                                                                 | Generation X                  |
| Sin City                    | - Million Miles Away                                                                       | AC/DC                         |
| Smash It Up                 | - Batman Forever - Club Me - All I Want                                                    | The Damned                    |
| Smells Like Teen Spirit     | Joué uniquement en live                                                                    | Nirvana                       |
| Stand By Me                 | Joué uniquement en live                                                                    | Ben E. King                   |
| Territorial Pissings        | Joué uniquement en live                                                                    | Nirvana                       |
| Totalimmortal               | - Fous d'Irène                                                                             | AFI                           |
| Undone - The Sweater Song   | Joué uniquement en live                                                                    | Weezer                        |
| Video Killed the Radio Star |                                                                                            | Buggles                       |

## Vidéographie
| Année | Vidéo/DVD                       | Label            |
| ----- | ------------------------------- | ---------------- |
| 1998  | Americana                       | Columbia Records |
| 2000  | Huck It                         | Columbia         |
| 2005  | Complete Music Video Collection | Columbia         |

## Clips
- 1994 : Come Out and Play
- 1995 : Self Esteem
- 1995 : Gotta Get Away
- 1997 : All I Want
- 1997 : Gone Away
- 1997 : The Meaning of Life
- 1997 : I Choose
- 1998 : Pretty Fly (for a White Guy)
- 1999 : Why Don't You Get a Job?
- 1999 : The Kids Aren't Alright
- 1999 : She's Got Issues
- 2000 : Original Prankster
- 2001 : Want You Bad
- 2001 : Defy You
- 2003 : Da Hui
- 2004 : Hit That
- 2004 : (Can't Get My) Head Around You
- 2005 : Can't Repeat
- 2008 : Hammerhead
- 2008 : You're Gonna Go Far, Kid
- 2009 : Kristy, Are You Doing Okay ?[27]
- 2009 : Stuff Is Messed Up
- 2012 : Days go by
- 2012 : Cruisin' California (Bumpin' in My Trunk)
- 2015 : Coming for You